# Амалтея (митология)
Вижте пояснителната страница за други значения на Амалтея.
Амалтея (на гръцки: Αμαλθεια) е нимфа от древногръцката митология.
Тя е откърмила Зевс след като майка му Рея го скрила, за да не бъде изяден като другите си братя и сестри от Кронос. Понякога е представяна като коза, която откърмила Зевс в една пещера на остров Крит, а понякога като нимфа, която го отгледала с козешко мляко. Слугите на Рея – курети и корибанти с блъскане на оръжия и щитове вдигали шум, за да заглушат плача на детето.
Според легендата, веднъж Зевс неволно счупил един от роговете на Амалтея. В отплата, той я възнесъл на небето – така тя станала звездата Капела от съзвездието Колар, а от рога започнали да се изливат плодове, жито и цветя. От там идва изразът „рог на изобилието“.